# Grote Victoriawoestijn
De Grote Victoriawoestijn is een dorre woestijnachtige ecoregio in het zuiden van Australië. De woestijn ligt in de staten van Zuid-Australië en West-Australië.
Het landschap van de woestijn bestaat uit kleine zandheuvels, grasland en zoutmeren. De woestijn is meer dan 700 kilometer breed (van west naar oost) en bedekt een gebied van 424.400 vierkante kilometer. Ten westen van de woestijn ligt de Western Australia Mallee shrub ecoregio, ten noordwesten de Kleine Zandwoestijn, ten noorden de Gibsonwoestijn en de Central Ranges xeric shrublands, ten oosten de Tirari-Sturt steenwoestijn en ten zuiden de Nullarborvlakte.
Vanwege de droogte van de woestijn is er bijna geen landbouw mogelijk in het gebied. Ook is de woestijn beschermd natuurgebied.
De neerslag in de woestijn is laag, met een gemiddelde van 200 tot 250 millimeter per jaar. Grote onweersbuien komen wel veel voor in de Grote Victoriawoestijn, met een gemiddelde van 15 tot 20 per jaar.
In de zomer kan de temperatuur overdag oplopen tot 32 – 40 graden °C. In de winter is de maximumtemperatuur 18 tot 23 °C.
De woestijn wordt bewoond door veel verschillende Aborigines, waaronder de Kogara en de Mirning. Verder staat de woestijn bekend om zijn vele reptielen, waarvan er ruim 100 soorten leven.
In 1875 was de Britse ontdekkingsreiziger Ernest Giles de eerste Europeaan die de woestijn doorkruiste. Hij vernoemde de woestijn daarna naar de toenmalige Britse koningin, Victoria van het Verenigd Koninkrijk.